# Laboratoire Leprince-Ringuet
Le Laboratoire Leprince-Ringuet (LLR), anciennement Laboratoire de physique nucléaire des hautes énergies (LPNHE-X), est une unité mixte de recherche (UMR 7638) du Centre national de la recherche scientifique (CNRS) et de l’École polytechnique. Le LLR fait partie de l'Institut national de physique nucléaire et de physique des particules (IN2P3) et de l’Institut Polytechnique de Paris (IPP) à Palaiseau, France. Les programmes de recherche du laboratoire portent sur la physique des particules auprès des grands collisionneurs, l’astronomie gamma, la physique des neutrinos, le développement de nouvelles techniques d’accélération par ondes plasma et les applications médicales.

## Histoire
Le LLR est le plus ancien laboratoire de l'École polytechnique. Il fut fondé en 1936 par Louis Leprince-Ringuet sur le site originel de l’École situé sur la montagne Sainte-Geneviève dans le 5e arrondissement de Paris. Louis Leprince-Ringuet devenait alors professeur à l'École, à la suite de Charles Fabry. 
Le laboratoire a été pionnier en physique des rayons cosmiques pour la recherche en physique des particules. Il a installé à partir de 1937, d’abord à Argentières puis au Pic du Midi, de petits centres d’observation munis d’une chambre de Wilson et d’une bobine magnétique, et ainsi contribué à la découverte du premier méson lourd comprenant un quark étrange : le kaon. Au début des années 1950, il contribue à la découverte des premiers baryons lourds baptisés, de façon générique, hypérons. Louis Leprince-Ringuet devient vice-président puis président du Conseil du CERN entre 1954 à 1966 d’où il encourage la construction du synchrotron à protons (PS). 
Le LLR contribue à partir du début des années 1960 au développement des grandes expériences auprès d’accélérateurs et de collisionneurs. Ancien élève de Louis Leprince-Ringuet, Bernard Gregory devient directeur du laboratoire du CERN à Genève de 1965 à 1970, puis prend sa succession à la direction du laboratoire de 1971 à 1973. Le laboratoire de Louis Leprince-Ringuet devient alors le Laboratoire de Physique Nucléaire des Hautes Énergie de l’École polytechnique (LPNHE-X). Le LPNHE-X est impliqué dans le développement de chambres à bulles et participe à la découverte des courants neutres de l’interaction faible en 1973 avec l’expérience Gargamelle au CERN. Patrick Fleury prend la direction du laboratoire de 1973 à 1984.  Le laboratoire déménage de son site parisien en 1974 et s’installe sur le plateau de Saclay, dans les nouveaux bâtiments des laboratoires attachés à l’École polytechnique à Palaiseau. Le laboratoire s’engage dans les nouveaux développements d’électronique digitale et d’informatique pour la physique des particules puis, à partir du début des années 1980, dans l’expérience UA4 avec la mesure de la diffusion élastique auprès du collisionneur proton-antiproton ainsi que dans la construction des détecteurs de l’expérience ALEPH. Le laboratoire, sous la direction de Jean Meyer (João Alberto Meyer) de 1984 à 1990, participe aux premières prises de données d’ALEPH en 1989 auprès du grand collisionneur électron-positron (LEP) au CERN. L’analyse de ces données mènera à la découverte du nombre de familles de neutrinos légers (trois). Le laboratoire contribue aux tests de performance du calorimètre à argon liquide pour l’expérience H1 au laboratoire DESY à Hambourg. Il s’implique par ailleurs, dans des expériences pionnières de collisions d’ions lourds ultra-relativistes pour observer et caractériser le plasma de quarks-gluons (QGP).  Elles mèneront à la première observation dans l’expérience NA38 de la suppression du méson J/psi, un des signaux caractéristiques attendus pour la formation d’un QGP. Louis Kluberg, porte-parole de cette expérience, recevra la médaille d’argent du CNRS en 1989 dans la foulée de cette observation.
François Jacquet prend la direction du laboratoire dans les années 1990. La décennie voit le début des prises de données dans l’expérience H1 auprès du collisionneur électron-proton HERA à DESY avec les études de la structure du proton et la recherche de nouvelle physique dans les collisions inélastiques à très grand moment de transfert. Le laboratoire participe comme cofondateur de l’expérience CMS et s’implique dans la recherche et développement pour le détecteur en prévision du grand collisionneur à hadrons (LHC) au CERN. Le laboratoire entame un programme de recherche d’accélération de particules par ondes plasma créées par faisceau laser. Il poursuit par ailleurs les études de l’interaction électrofaible et des bosons Z et W dans ALEPH. Alain Blondel recevra la médaille d’argent du CNRS en 1995 pour ses contributions. Les années 1990 sont aussi marquées par le développement de la recherche en astroparticule pour l’étude de l’origine des rayons cosmiques de hautes énergies sous l’impulsion de Patrick Fleury. Bernard Degrange recevra la médaille d’argent 1997 du CNRS pour son rôle dans l’étude des rayonnements gamma à haute énergie avec l’expérience CAT. Le laboratoire poursuit par ailleurs la caractérisation du QGP dans les expériences NA38-NA50 qui contribuent à l’annonce par le CERN en février 2000 de la mise en évidence du déconfinement des quarks et des gluons dans le QGP. Michel Gonin recevra la médaille d’argent 2000 du CNRS pour ses contributions. Le laboratoire participe par ailleurs à la création de l’expérience BABAR dédiée à la violation CP dans la physique du quark b (« bottom »). 
Henri Videau succède à la direction du laboratoire à partir de 1999. Le LPNHE-X devient officiellement le Laboratoire Leprince-Ringuet (LLR) en 2002. Le LLR s’implique dans l’expérience PHENIX pour la physique des ions lourds relativistes auprès du collisionneur RHIC au Laboratoire National de Brookhaven, et contribue aux analyses de données de BABAR. Au sein de CMS, il prend la responsabilité de l’électronique de déclenchement et les études de performances du calorimètre électromagnétique (ECAL) et contribue à sa construction mécanique. Il s’implique par ailleurs dans la conception d’un calorimètre électromagnétique à haute granularité avec la collaboration CALICE pour une expérience auprès d’un futur collisionneur linéaire (ILC). 
Le LLR rejoint la collaboration T2K en 2006. Il s’agit d’une expérience qui étudie l’oscillation des neutrinos produits par l’accélérateur de J-PARC au Japon. En astrophysique des particules, le LLR poursuit des activités avec des imageurs de lumière Cherenkov atmosphérique avec les expériences CAT et CÉLESTE situées sur le site de centrale solaire de Thémis dans les Pyrénées orientales, et la conception de la caméra pour l’expérience HESS en Namibie. Il s’implique aussi dans l’astronomie gamma sur satellite et conçoit la mécanique en structure composite pour le calorimètre électromagnétique de l’expérience GLAST, bientôt rebaptisé FERMI, qui sera mis en orbite en 2008. 
Jean-Claude Brient devient directeur du LLR en 2008. Le LLR poursuit ses activités de physique des hautes énergies avec la R&D de calorimétrie haute granularité dans CALICE ainsi que les analyses de données de l’expérience CMS ainsi que dans l’expérience PHENIX. Le groupe CMS du LLR jouera un rôle majeur dans la découverte du boson de Higgs en 2012 et sa caractérisation au LHC. Cette découverte permet de comprendre l’origine de la masse des particules dans l’Univers et est récompensée par le grand prix de physique des hautes énergies de la Société Européenne de Physique et par le prix Nobel en 2013. Yves Sirois recevra la médaille d’argent du CNRS en 2014 pour ses contributions à la découverte. Le groupe CMS-Ions lourds du LLR est aussi à l’origine de la découverte au LHC de la suppression des mésons upsilon formés de quark-antiquark bottom. Le LLR continue des activités multidisciplinaires avec le développement d’un système de détection de particules ultra-mince pour les applications médicales et l’étude de l’accélération de particules par ondes plasma. Le LLR développe son implication dans l’expérience de physique des neutrinos T2K. L’expérience observe l’apparition des neutrinos électrons dans un faisceau de neutrinos muons en 2013 confirmant ainsi le phénomène d’oscillation de saveur pour des neutrinos massifs. La découverte de l’oscillation des neutrinos qui remonte aux observatoires SNO au Canada et Super-Kamiokande (SK) au Japon fut récompensée par le prix Nobel en 2015. L’oscillation des neutrinos ouvre la voie aux études de violation de la symétrie CP dans le secteur fermionique. Le LLR rejoint l’expérience SK à partir de 2016. Il poursuit en parallèle ses activités d’analyse au sein des expériences FERMI et HESS. L’expérience HESS étudie les phénomènes les plus violents dans l’Univers par la détection de gamma de très hautes énergies, allant du GeV au TeV. Mathieu De Naurois qui a dirigé cette expérience a été récompensé par la médaille d’argent du CNRS en 2018 pour ses contributions à l’astronomie gamma de très haute énergie.
Yves Sirois devient directeur du LLR à partir de janvier 2020.

## Structure
Le LLR une unité mixte de recherche (UMR 7638) de l'Institut national de physique nucléaire et de physique des particules (IN2P3) du Centre national de la recherche scientifique (CNRS) et de l'École polytechnique. En janvier 2013, il rassemble 111 personnes : 58 chercheurs (dont 27 permanents) et 53 ingénieurs, techniciens et administratifs (dont 47 permanents).

## Personnalités liées

### Directeurs
Les directeurs successifs du laboratoire sont : Louis Leprince-Ringuet (1936-1970), Bernard Gregory (1971-1973), Patrick Fleury (1973-1984), Jean Meyer (1984-1990), François Jacquet (1991-1998), Henri Videau (1999-2007), Jean-Claude Brient (2008-2019), Yves Sirois (2020-).

### Chercheurs
Parmi les nombreux chercheurs liés au laboratoire, on note Mathieu de Naurois, Michel Gonin, Raphaël Granier de Cassagnac et Yves Sirois.

## Domaines de recherche
Les axes de recherche sont la physique des particules et l'astrophysique. Les expériences de physique des particules ont trait à l'étude de l'interaction électrofaible (CMS, et avant ALEPH, H1), de la violation de la symétrie CP (T2K, et avant BaBar), du plasma de quarks et de gluons (CMS, et avant NA50, PHENIX). Elles ont aujourd'hui lieu auprès des accélérateurs du CERN (Genève Suisse) et de JPARC (Tokai, Japon), et auparavant de DESY (Hambourg, Allemagne), de SLAC (Stanford, Californie, USA), de RHIC (BNL, New York, USA),
Depuis 1990, un programme d'astrophysique, astronomie gamma de haute énergie, a été entrepris, d'abord au mont Whipple (Arizona, USA) puis sur le site de Thémis dans les Pyrénées (CAT et CELESTE), actuellement en Namibie (HESS) et dans l'espace (satellite Fermi, anciennement GLAST).
Ces expériences nécessitent des détecteurs de grande taille et de grande complexité, elles se déroulent en trois phases, conception et réalisation du détecteur puis exploitation. Les deux premières impliquent le concours de moyens techniques importants dans les domaines mécanique, électronique et informatique. Le laboratoire dispose d'un service dans chacun d'eux. Un service administratif assure la bonne marche de l'ensemble.

## Distinctions
Le laboratoire a reçu les distinctions suivantes :
- Prix de thèse de l'École polytechnique : 2007, 2008, 2009[6]
- Médaille d'argent du CNRS : 1989, 1995, 1997, 2000, 2014[6],2018[7]
- Prix Descartes (en) : 2006[6]
- Prix de la European Physical Society : 2009[6], 2013
- Prix Bruno Rossi de l'American Astronomical Society : 2010[6], 2011
- Prix La Recherche en physique : 2012[8]

## Collaborations internationales
Le LLR collabore notamment avec le CERN à Genève et avec le projet BaBar du centre de l'accélérateur linéaire de Stanford (SLAC),. Le laboratoire participe aussi à la conception d'un des détecteurs du projet International Linear Collider.

## Collaborations industrielles
Le laboratoire noue des partenariats industriels et procède à des transferts de technologies vers l'industrie.